# Zsozsóka-zsomboly
A Zsozsóka-zsomboly az Aggteleki Nemzeti Parkban található egyik barlang. A barlang az Aggteleki-karszt és a Szlovák-karszt többi barlangjával együtt 1995 óta a világörökség része.

## Leírás
Az Alsó-hegy fennsíkján, Bódvaszilas külterületén, a Szabó-pallagon lévő vadászháztól Ny-ra (a Szabó-pallagi-zsomboly felé) 240 m-re található, a dózerút jobb oldala mellett, a kissé beljebb lévő, a dózerúttól 60 m-re fekvő második töbör Ny-i oldalában, erdőben, fokozottan védett területen, 490 m tengerszint feletti magasságban, sziklakibúvásban van a Zsozsóka-zsomboly nehezen megtalálható, vízszintes tengelyirányú, bontott, 70×50 cm-es, ovális bejárata.
A barlang középső triász wettersteini mészkőben jött létre. Ujjbegykarr, függőcseppkő, állócseppkő, cseppkőoszlop, cseppkőlefolyás és cseppkőbekérgezés, valamint korall borsókő és egyéb borsókő figyelhetők meg benne. Az ásványkiválásainak többsége már nem fejlődik. A barlang vízszintes kiterjedése 6 m. A lezáratlan barlang engedély nélkül, kötéltechnikai eszközök alkalmazásával látogatható. Bejárásához 20 m kötél, egy kötélgyűrű és egy karabiner kell.
Előfordul a barlang az irodalmában G–12 (Vlk 2019), Sz/0-ás (Nyerges 2001), SZ/0-ás (Kósa 1992), SZ/0-ás-zsomboly (Vlk 2019), Sz/0-s-zsomboly (MAFC 2008), Sz/0-s zsomboly (MAFC 2008), Sz/0.-zsomboly (Nyerges 1997) és Zsozsóka-lyuka-zsomboly (Vlk 2019) neveken és jelölésekkel is.

## Kutatástörténet
1986-ban fedezték fel a barlangot Szenthe István és a Papp Ferenc Barlangkutató Csoport tagjai. Az 1986. évi Karszt és Barlangban megjelent tájékoztató szerint a Papp Ferenc Barlangkutató Csoport résztvevője volt Szenthe István nyári alsó-hegyi táborának. A csoport közreműködött a Zsozsóka-zsomboly feltárásában. 1991-ben a BEAC Barlangkutató Csoport készítette el a barlang hosszmetszet térképét és 4 keresztmetszet térképét. A hosszmetszet térképen látható a 4 keresztmetszet elhelyezkedése a barlangban. A felmérés szerint a barlang 15,5 m mély.
Az 1992-ben kiadott, Alsó-hegyi zsombolyatlasz című könyvben megjelent a barlang 1991-ben készült hosszmetszet térképe és 4 keresztmetszet térképe. Az Alsó-hegy fennsíkjának magyarországi oldalát bemutató egyik térképen látható a barlang földrajzi elhelyezkedése.
A barlang az Aggteleki-karszt és a Szlovák-karszt többi barlangjával együtt 1995 óta a világörökség része. A Nyerges Attila által 1997-ben készített szakdolgozat szerint a 16 m mély Sz/0.-zsomboly az Alsó-hegy magyarországi részének 36. legmélyebb barlangja. Az 1999. évi Lakatos Kupa egyik helyszíne volt a barlang. 2001-ben a BEAC Barlangkutató Csoport radondetektort helyezett el benne. A Zsozsóka-zsomboly 2001. június 16-án készült nyilvántartólapján az olvasható, hogy a barlang 17 m hosszú, 15,5 m függőleges kiterjedésű, 15,5 m mély és 6 m vízszintes kiterjedésű. A szabadon látogatható barlang feltáró kutatása valószínűleg eredményes lenne.
A 2003. szeptember 27-én megrendezett Lakatos Kupa egyik helyszíne volt a barlang. A versenyen az egyik pluszfeladat volt a zsombolyban végzett barlangi kommunikációs teszt. A 2008. szeptember 27-én megrendezett XV. Lakatos Kupa kiadványában 16 m mély barlangként szerepel. A füzetben közzé lett téve a barlang 1991-ben készült hosszmetszet térképe beszerelési vázlattal. A kiadványban lévő helyszínrajzon látható a barlang földrajzi elhelyezkedése. A zsomboly a verseny egyik lehetséges érintőpontja volt.
Az Alsó-hegy karsztjelenségeiről szóló, 2019-ben kiadott könyvben az olvasható, hogy a Zsozsóka-zsomboly (SZ/0-ás-zsomboly, Zsozsóka-lyuka-zsomboly) 17 m hosszú és 15,5 m mély. A barlang azonosító számai: Szlovákiában 180, Magyarországon 5452/19, egyéb G–12. A könyvben publikálva lett a barlang 1991-ben készült hosszmetszet térképe és 1991-ben készült 4 keresztmetszet térképe. A barlangot 1991-ben a BEAC mérte fel, majd 1991-ben a BEAC a felmérés alapján megrajzolta a barlang térképeit. A térképeket 2016-ban Luděk Vlk digitalizálta. A kiadványhoz mellékelve lett az Alsó-hegy részletes térképe. A térképet Luděk Vlk, Mojmír Záviška, Ctirad Piskač, Jiřina Novotná, Miloš Novotný és Martin Mandel készítették. A térképen, amelyen fekete ponttal vannak jelölve a barlangok és a zsombolyok, látható a Zsozsóka-zsomboly (5452/19, 180) földrajzi elhelyezkedése.